# Sterne caspienne
Hydroprogne caspia
Genre
Espèce
Synonymes
- Sterna caspia Pallas, 1770

Statut de conservation UICN

LC : Préoccupation mineure

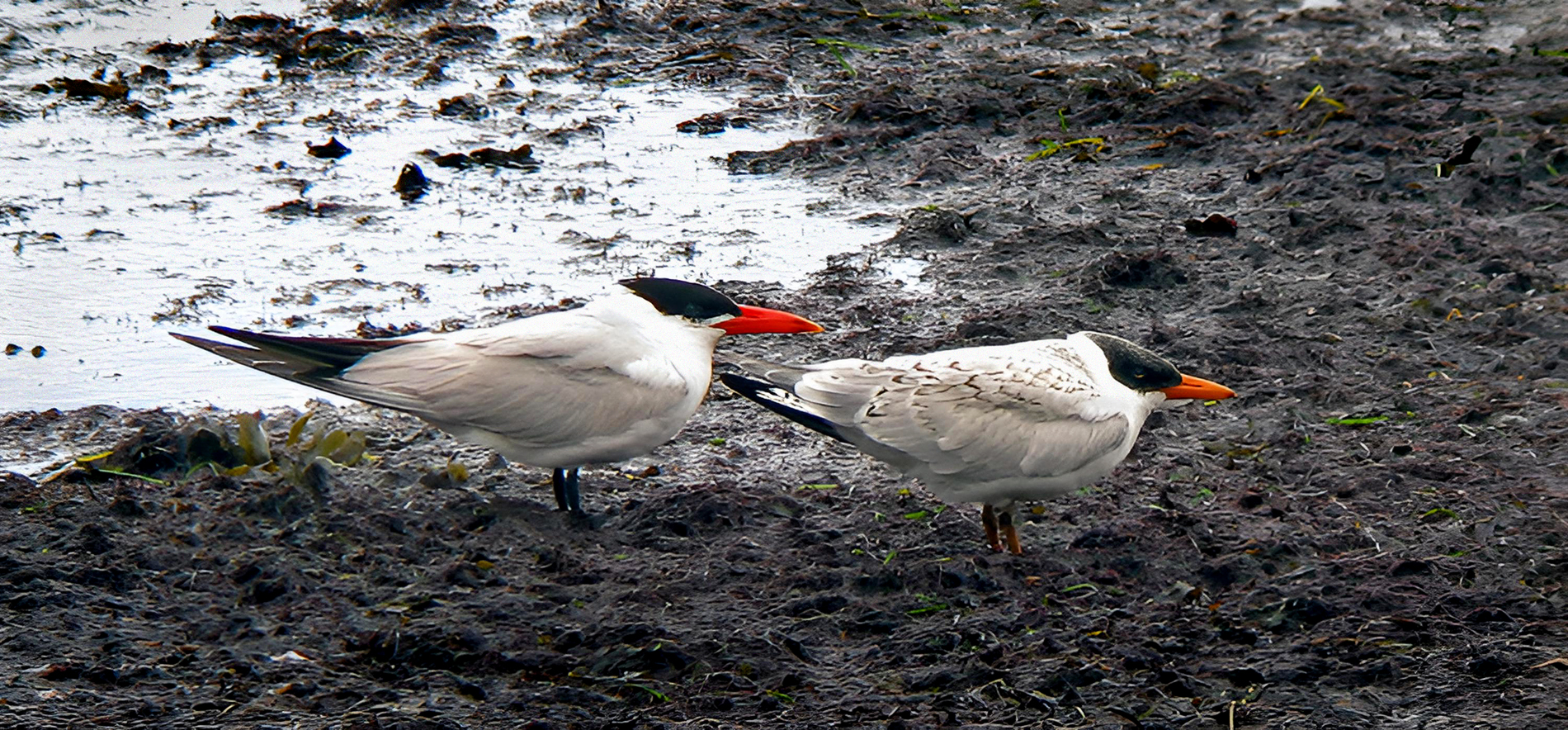
Adulte et juvénile à Ystad en 2011.

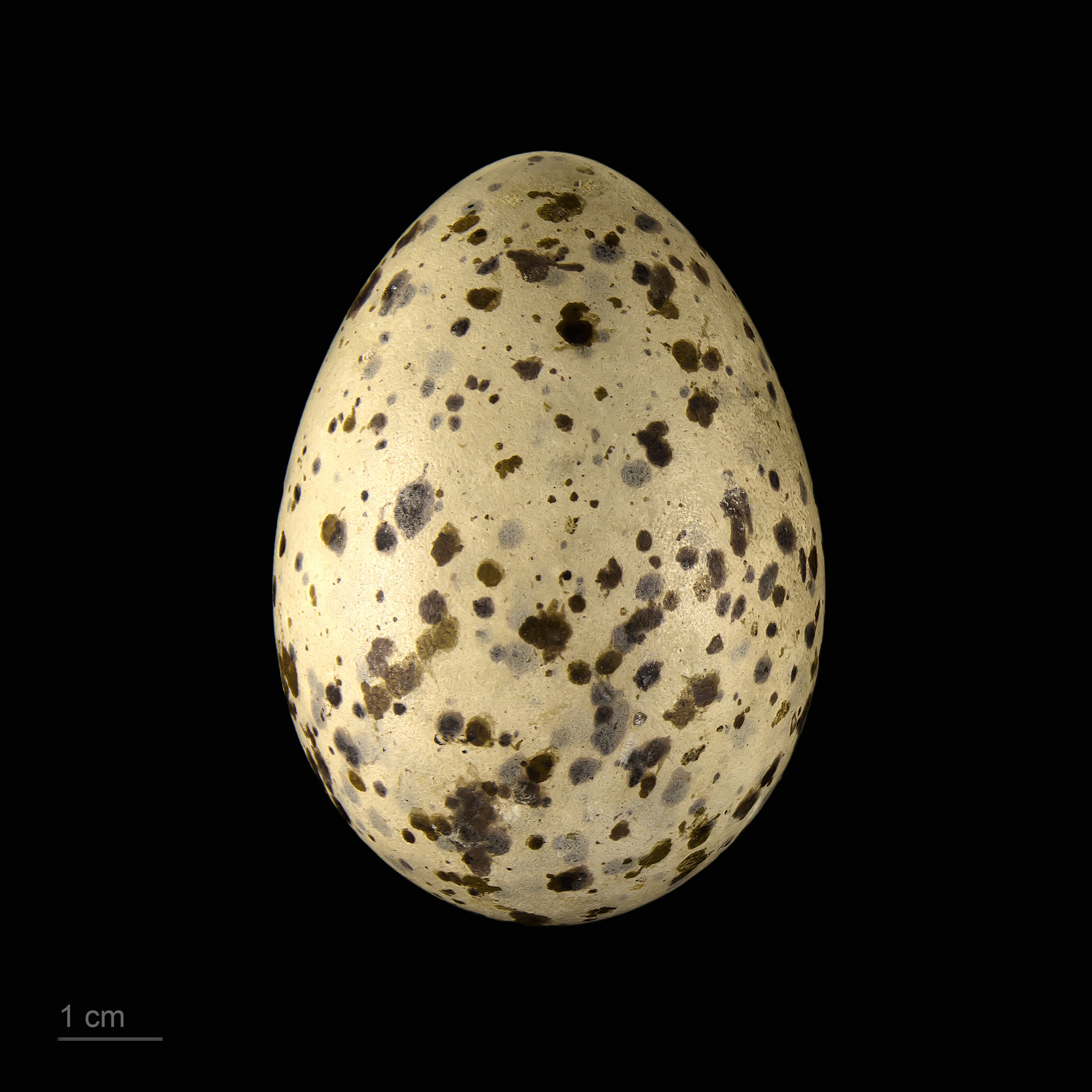
Œufs de Hydroprogne caspia (Muséum de Toulouse).

La Sterne caspienne (Hydroprogne caspia) est une espèce d'oiseaux de la famille des Laridae. C'est la seule espèce du genre Hydroprogne (monotypique).

## Description
C'est la plus grande des sternes, avec un gros bec rouge, mais elle est assez rare presque partout. Elle doit son nom à son bec proéminent, à sa nourriture aquatique (υδροπρόγνως hydroprognos « qui perce l'eau ») et à sa principale aire de nidification : la côte orientale de la mer Caspienne.
Le corps est puissant, la queue est courte et légèrement fourchue. Les ailes sont plutôt étroites et pointues. la face dorsale est gris pâle alors que le ventre est blanc. La calotte est noire, plus réduite en hiver avec un front blanc et des taches blanches en avant. Le bec est imposant, rouge, avec une pointe qui vire au noir en hiver.
Les pattes palmées sont noires.
- Longueur : 48 - 57 cm
- Envergure : 130 - 145 cm
- Poids : 500 - 780 g

Cette sterne peut parfois nicher en couple isolé, mais préfère vivre en colonies qui peuvent abriter également des Sternes pierregarin et Goélands à bec cerclé. La femelle pond de 1 à 4 œufs, la durée de l’incubation varie de 20 à 27 jours et les jeunes mettront de 30 à 35 jours avant de prendre leur premier envol.

## Nourriture
Cette espèce consomme essentiellement des poissons mais ne dédaigne pas les crustacés et les insectes.

## Habitat
La Sterne caspienne est sporadique sur tous les continents à l'exception de l'Amérique du Sud. En Europe, elle se rencontre surtout autour de la mer d'Azov et de la mer Baltique. Migratrice, elle hiverne en Afrique, principalement sur les rives du Nil, et peut s'observer au printemps et en automne en France. Celles qui nichent dans la région des  Grands lacs nord-américains se dispersent le long de la côte atlantique et passent l’hiver sur les côtes du golfe du Mexique et dans les îles de la mer des Caraïbes.
Son seul site de nidification océanique est l'atoll d'Aldabra,.

### Sources

Carte de répartition
Aire de nidification
Voie migratoire
Présent à l'année
Aire d'hivernage

Inventaire de la faune de France, Marc Duquet, Nathan et MNHN, 1995,  (ISBN 2-09-278046-8)
- Service canadien de la faune